# Albert Pauphilet
Albert Edouard Auguste Pauphilet (* 13. April 1884 in Saint-Denis; † 28. Juni 1948 in Paris) war ein französischer Romanist und Mediävist.

## Leben und Werk
Pauphilet war Schüler der École normale supérieure. 1921 habilitierte er sich mit den beiden Thèses Etudes sur la Queste del Saint Graal attribuée à Gautier Map (Paris 1921, Genf 1996) und La tradition manuscrite et l’établissement du texte de "La queste del Saint Graal" attribuée à Gautier Map (Paris 1921) und wurde Professor in Lyon, dann an der Sorbonne Professor für die französische Literatur des Mittelalters. Unter der deutschen Besatzung war er wegen seiner Zugehörigkeit zur Résistance im Gefängnis. Von 1944 bis zu seinem Tod war er Leiter der École normale supérieure. Von 1928 bis 1934 war er Herausgeber der Revue de l’Université de Lyon, nach dem Zweiten Weltkrieg Professeur honoraire in Lyon.

## Schriften (Auswahl)
als Autor
- Suite romanesque. Roman. Nouvelle Revue française, Paris 1930 (Vorwort von Paul Valéry).
- Arbres. Imprimerie Vaucasson, Lyon 1932 (illustriert mit Philippe Burnot).
- Arc-en-ciel. Aubier, Paris 1936.
- Le Moyen Âge. In: Fortunat Strowski, Georges Moulinier (Hrsg.): Histoire de la littérature française, Bd. 1. Delalain, Paris 1937.

als Herausgeber
- La Queste del Saint Graal. Roman du XIIIe siècle (Les classiques françaises du moyen âge; 33). Champion, Paris 1999, ISBN 2-7453-0974-9 (Nachdr. d. Ausg. Paris 1923).
- La Roue des fortunes royales ou la Gloire d’Artus empereur de Bretagne (Épopées et Légendes; 23). Piazza, Paris 1925
- Contes du jongleur. Piazza, Paris 1931.[1]
- Chrestien de Troyes. Le Manuscrit d’Annonay. Droz, Paris 1934.
- Historiens et chroniqueurs du Moyen-âge. Robert de Clari, Villehardouin, Joinville, Froissart, Commynes (Bibliothèque de la Pléiade; Bd. 48). Gallimard, Paris  1986, ISBN 2-07-010428-1 (Nachdr. d. Ausg. Paris 1938).
- La Tétralogie de Richard Wagner, transposée. Dumoulin & Piazza, Paris 1938 (Illustriert von Théodore Linden).
- Marot et son temps (La lettres et la vie française; Bd. 3). Petit Angers/Paris 1941[2]
- Jeux et sapience du Moyen Âge (Bibliothèque de la Pléiade; Bd. 61). Gallimard, Paris 1978, ISBN 2-07-010011-1 (EA Paris 1941)[3]
- Historiens et chroniqueurs du Moyen Âge (Bibliothèque de la Pléiade). Gallimard, Paris 1942.
- Poètes et romanciers du Moyen âge (Bibliothèque de la Pléiade). Gallimard, Paris 1992, ISBN 2-07-010429-X (EA Paris 1943).
- Les Œuvres de maistre François Villon (Le florilège des chefs-d'œuvre français; Bd. 6). Maison Française, New York 1945.
- Dictionnaire des lettres françaises. Paris 1951–1972, 1992–2001 (zusammen mit Georges Grente, Louis Pichard und Robert Barroux).